# متغیرهای تصادفی شاخص
متغیرهای تصادفی شاخص، یک روش مناسب برای تبدیل بین احتمال‌ها و انتظارها را فراهم می‌کنند. فرض کنید فضای نمونه S و پیشامد A را داریم. متغیر تصادفی شاخص I{A} مربوط به پیشامد A به صورت زیر تعریف می‌شود:
{\displaystyle I(A)={\begin{cases}1,&{\mbox{if }}A{\mbox{ happen}}\\0,&{\mbox{if }}A{\mbox{ not happen}}\end{cases}}}
بعنوان یک مثال ساده، اجازه دهید تعداد مورد انتظار شیرهایی که در پرتاب یک سکه نااریب بدست می‌آیند را تعریف کنیم. فضای نمونه ماS={H,T} است، متغیر تصادفی Y را تعریف می‌کنیم که دارای مقادیر H و T، هر یک با احتمال 2/1است. سپس می‌توانیم یک متغیر تصادفی شاخص {\displaystyle X_{H}} تعریف کنیم که مربوط به سکه‌ای است که شیر می‌آید و می‌توانیم به صورت پیشامد Y=H بیان کنیم. این تعداد شیرهای بدست آمده در این پرتاب را می‌شمارد. اگر سکه شیر بیاید {\displaystyle X_{H}} برابر 1 و در غیر اینصورت برابر 0 است. می‌نویسیم
{\displaystyle X_{H}=I(Y=H)={\begin{cases}1&\,ifY=H\\0&\,ifY=T\\\end{cases}}}
تعداد مورد انتظار شیرهای بدست آمده، در یک پرتاب سکه به سادگی برابر مقدار مورد انتظار متغیر شاخص {\displaystyle X_{H}} است:
{\displaystyle \operatorname {E} [X_{H}]=\operatorname {E} [I(Y=H)]=1.pr(Y=H)+0.pr(Y=T)=1.(1/2)+0.(1/2)=1/2\,}
بنابراین تعداد مورد انتظار شیرهای بدست آمده با یک پرتاب نااریب برابر 2/1 است. همانطور که لم زیر نشان می‌دهد، تعداد مورد انتظار یک متغیر تصادفی شاخص مربوط به پیشامد A برابر با احتمالی است که A رخ می‌دهد.

## لم 1
S فضای نمونه و A پیشامدی در فضای نمونه S است. قرار دهید{\displaystyle X_{H}=I(A)}آنگاه
{\displaystyle \operatorname {E} (X_{A})=pr(A)}.
اثبات 
بنا به تعریف متغیر تصادفی شاخص و تعریف مقدار مورد انتظار، داریم:
{\displaystyle \operatorname {E} [X_{A}]=\operatorname {E} [I(A)]=1.pr(A)+0.pr({\overline {A}})=pr(A)\,}
که {\displaystyle {\overline {A}}}بیانگر S-A، یعنی متمم A است.
اگر چه استفاده از متغیرهای تصادفی شاخص برای کاربدی مانند شمردن تعداد شیرهایی مورد انتظار در یک پرتاب سکه واحد ممکن است عملی افراط‌آمیز به نظر برسد، اما برای تحلیل وضعیت‌هایی که در آن‌ها آزمایش‌های تصادفی تکراری را انجام می‌دهیم مفید می‌باشند. برای روشن تر کردن این مطلب، می‌توانیم {\displaystyle X_{i}} را متغیر تصادفی شاخص مربوط به پیشامدی در نظر بگیریم که در آن، iامین پرتاب شیر می‌آید. {\displaystyle Y_{i}}را متغیر تصادفی که نتیجه iامین پرتاب را نشان می‌دهد در نظر می‌گیریم، داریم {\displaystyle X_{i}=I(Y_{i}=H)}. فرض می‌کنیم X متغیر تصادفی باشد که تعداد کل شیرها در n پرتاب سکه را نشان می‌دهد، لذا
{\displaystyle \sum _{i=1}^{n}X_{i}.}
می‌خواهیم تعداد مورد انتظار شیرها را محاسبه کنیم، لذا از هر دو طرف معادله بالا انتظار (امید ریاضی) می‌گیریم، داریم
{\displaystyle \operatorname {E} [X]=\operatorname {E} [\sum _{i=1}^{n}X_{i}].}
سمت چپ معادله فوق، انتظار مجموع n متغیر تصادفی است. بنا به لم(1)، به سادگی می‌توانیم انتظار هر متغیر تصادفی را محاسبه کنیم. بنا به خطی بودن انتظار، محاسبه انتظار مجموع آسان است: انتظار مجموع مساوی با مجموع انتظارهای n متغیر تصادفی است. خطی بودن انتظار، استفاده از متغیرهای تصادفی شاخص را به تکنیک تحلیلی قدرتمندی تبدیل می‌کند؛ حتی زمانی‌که بین متغیرهای تصادفی وابستگی وجود دارد خطی بودن انتظار برقرار است. اکنون به سادگی می‌توانیم تعداد مورد انتظار شیرها را محاسبه کنیم:
{\displaystyle \operatorname {E} [X]=\operatorname {E} [\sum _{i=1}^{n}X_{i}]=\sum _{i=1}^{n}\operatorname {E} [X_{i}]=\sum _{i=1}^{n}1/2=n/2}